# Antikroppsberoende cellmedierad cytotoxicitet
Antikroppsberoende cellmedierad cytotoxicitet (förkortat ADCC efter engelskans antibody-dependent cellular cytotoxicity), är en komplementoberoende process i cellulär immunitet där en så kallad effektorcell lyserar en patogen målcell vars membranbundna antigener blivit bundna till antikroppar (företrädesvis av isotypklassen IgG). Effektorcellen i fråga är oftast NK-celler (natural killer cells), men även en rad andra typer av celler kan inneha den rollen, såsom monocyter, makrofager, neutrofiler, eosinofiler och dendritiska celler. Vad som sker är att membranreceptorn FCGR (Fc-gamma-receptor) på effektorcellen binder till Fc-regionen på antikroppen, som i sin tur är bunden till målcellen. Denna bindning ger upphov till fosforylering av FCGR:s transmembranprotein ITAM (immunoreceptor tyrosine-based activation motif), vilket aktiverar effektorcellen till att släppa ut en rad olika substanser såsom lytiska enzymer, perforin samt TNF för att därigenom oskadliggöra målcellen.